# دومینگو آسدو
دومینگو آسدو (اسپانیایی: Domingo Acedo‎; ۶ ژوئن ۱۸۹۸ – ۱۴ سپتامبر ۱۹۸۰) بازیکن فوتبال اهل اسپانیا بود.
از باشگاه‌هایی که در آن بازی کرده‌است می‌توان به باشگاه فوتبال اتلتیک بیلبائو اشاره کرد.
وی همچنین در تیم ملی فوتبال اسپانیا بازی کرده‌است.